# Николай Георгиев (режисьор)
Николай Георгиев е български режисьор, основател на българския експериментален театър.

## Биография
Роден е през 1940 г. в село Кулата, Петричко. Завършва Юридическия факултет на Софийския университет. След това заминава за Полша, където изучава театрална режисура във Варшавската театрална академия. Негов професор там е Богдан Коженевски, който го препоръчва на Йежи Гротовски, а по време на следването си Николай Георгиев стажува като асистент-режисьор на Кажимеж Деймек - хора, променили лицето на съвременния театър.
След завръщането си в България през 1968 г., Николай Георгиев основава първия студентски театър-лаборатория „Бим Бом“, който обаче прекратява дейност по идеологически причини.

### Творчески път

#### Експериментален театър и театрални лаборатории
Николай Георгиев е пионер на българския експериментален театър. През 1964 – 1970 г., след завръщането си от Полша, той работи като режисьор в театрите в Плевен, Хасково, Варна и Централния куклен театър в София.
През 1970 г. Георгиев основава „Театър 4+4“, първия недържавен и неформален театър в България, закрит през 1975 г. поради „чужди на българската култура чешки и полски влияния“.
След кратък престой в Чехия (1975 – 1989), където работи като редактор и режисьор в Пражката телевизия и поставя спектакли в различни чешки театри, Николай Георгиев се завръща в България.
През 1989 г. основава Експериментални театрални класове 4хС, които ще се превърнат в едно от най-значимите му творчески начинания. Възпитаниците на тези класове поставят началото на съвременния експериментален театър в страната.
През 1991 г. Георгиев основава „Първи български женски театър“.
През 1992 г. става ръководител на „Телевизионния театър“ в БНТ, като същата година заснема телевизионния филм „Великото чудо“ по романа на Владимир Парал и „Аз бях в рая“ по романа на американския писател Леандър.
През 1994 г., заедно с част от възпитаниците на „4ХС“, Георгиев основава и ръководи Театър студио 4xC (Студио за сценични синтетични средства). 
В периода 1994 – 1999 г. той създава и ръководи програмите „Синтетично сценично изкуство“ и „Мениджмънт и продуцентство в областта на изкуството и културата“ в Пловдивския университет „Паисий Хилендарски“.
През 1996 – 1999 г. Георгиев е директор на Държавния експериментален сатирично-вариететен театър в Габрово. 
През 2000 г., по покана на проф. Боян Биолчев, той възобновява и ръководи Театър-лаборатория „Алма алтер“, който продължава дейността си и до днес. 

#### Нов театрален език
Георгиев посвещава творчеството си на изследването на нов сценичен език, който той нарича „живият театър“ – среща между актьор и зрител. Той поставя над 150 спектакъла в България и чужбина, отличени с редица международни награди.
Известни негови ученици са Иво Димчев, Орлин Павлов, Елена Петрова, Петя Йосифова-Хънкинс, Стефан Щерев, Анна Пападополу, Ива Свещарова, Вили Прагер, Ралица Кашова, Йоана Захариева, Антоанета Добрева, Таня Кожухарова и много други.

### Театрални цикли
„Шекспир, съвременен и жесток“:
- „Аз, лейди Макбет“ (2010)[4][5]
- „Ричард, кой Ричард“ (2012)[6][5]
- „Хамлет или три момчета и едно момиче“ (2013) [7][5]
- „Време е за Лир“ (2014) [8][5]
- „Дуел: Дон Кихот срещу Хамлет“ (2014) [9][5]
- „Ромео и Жулиета, сонет за безсмъртната любов“ (2014)[10][5]
- „Бурята“ (2016) [11][5]

„Българската литература за българското усещане“:
- „Албена“ по Йордан Йовков (2012) [12]
- „Дядо Йоцо гледа“ по Иван Вазов (2017) [13]
- „Що е отечество, въпросът, който уби Гео Милев“ (2018) [14]
- „Стефан Стамболов, часът на моето убийство“ по Христо Даскалов (2018)[15]

„Театър – полски“:
- „Задушница – една възможна импровизация“ (2010)[5]
- „Реквием за най-прекрасното приключение в историята на човечеството“ (2011)[5]
- „Когато отново ще бъда малък“ (2012)[5]
- „Актьорът-принц“ по Адам Мицкевич и Адам Георгиев (2014)[5]
- „Окото на Кантор“ (2015)[5]

### Филмография
- 1988 – Сценарист и режисьор на игралния филм „Жирафчето“.[16]

- 2022 – Сценарист на филма „Жири“.[17]

### Наследство
Николай Георгиев е бащата на българския експериментален театър. Той посвещава творческия си път на изследването, проучването и осъществяването на тази  „жива“, „автентична“ среща между актьори и зрители, и така създава един нов сценичен език – езикът на синтеза. Георгиев ще бъде запомнен със своето безкомпромисно отношение към театъра като изкуство. Той вярваше, че театърът е не просто развлечение, а средство за комуникация, трансформация и дълбоко разбиране на човешката природа.
Цитат:
„Докато човек си мисли, че е само тяло, светът остава извън него. Но когато намери в себе си своето аз и се отъждестви с него, светът става за него абсолютен.“

## Награди и признания
- 1986 – Специалната награда и Наградата на интервизията от МТФ „Златната ракла“ за филма „Жирафчето“.[5]

- 1999 – Наградата на критиката и Наградата на международното жури за нов театрален език от Международния фестивал за експериментален театър, Кайро.[5]

- 2005 – Специалната награда на критиката за „Невъзможната скорост на мрака“ на Международния театрален фестивал „Хиперион“, Букурещ (Румъния).[5]

- 2007 – Награда за режисура за „Игра на убийство“ на Международния театрален фестивал „Хиперион“, Букурещ (Румъния).[5]

- 2009 – Награда за най-добър спектакъл за „Орфей“ на Международния фестивал „ТЕАТРФЕСТ“, Сараево (Босна и Херцеговина).[5]

- 2010 – Награда за най-добър спектакъл за „Орфей“ на Международния фестивал „ROMATEATROFESTIVAL“, Рим (Италия).[5]

- 2010 – Специалната награда за изключителни постижения на името на София Амендолея за „Орфей“ на Международния фестивал „ROMATEATROFESTIVAL“, Рим (Италия).[5]

- 2012 – Специалната награда на критиката на Международния конгрес на университетските театри за „Хамлет или три момчета и едно момиче“, Минск (Беларус).[5]

- 2012 – Специалната награда на критиката на Международния театрален фестивал „Леви бряг“ за „Хамлет или три момчета и едно момиче“, Москва (Русия).[5]

- 2015 – Голямата награда за режисура за спектакъла „Орфей или върни се в своя ад човече“ на Международния театрален фестивал във Фес (Мароко).[19][5]

- 2017 – Гран При, Най-добро представление и Най-добър режисьор за „Ромео и Жулиета – сонет за безсмъртната любов“ на Международния фестивал „Театрален куфар“, Минск (Беларус).[5]

- 2018 – Награда за активна класика за „Ромео и Жулиета – сонет за безсмъртната любов“ на Международния театрален конгрес на университетските театри, Москва (Русия).[5]

- 2019 – носител на Почетната значка на София.[20]
- 2019 – носител на полския Златен кръст за заслуги за приноса му към полско-българските културни взаимоотношения.[21][1]
- 2020 – носител на орден „Св. св. Кирил и Методий“ I степен за заслуги в областта на културата.[22]